# Blind Lake
Blind Lake (titre original : Blind Lake) est un roman de Robert Charles Wilson publié en 2003. Cet ouvrage a été nommé pour le prix Hugo du meilleur roman 2004.

## Résumé
Grâce à une toute nouvelle technologie fondée sur l'utilisation d'ordinateurs quantiques, des scientifiques américains ont réussi à décupler les capacités d'observation de leur télescope spatial. Cette technologie, baptisée « l'Œil », a été utilisée pour construire deux sites d'observation dans le Minnesota, l'un à Crossbank et l'autre à Blind Lake, grâce auxquels ils observent en grandeur nature la vie se déroulant sur des planètes lointaines.
Le site d'observation de Crossbank est destiné à l'observation d'une planète sans vie organique orbitant autour de l'étoile HR 8832. Sur le site de Blind Lake, l'observation est centrée sur un sujet, appelé « le Homard » en raison de sa ressemblance avec ces créatures, qui vit dans une cité de niveau pré-industriel située sur une planète orbitant autour de 47 Ursae Majoris, à 51 années-lumière de la Terre.
Un jour, le site de Blind Lake est mis en quarantaine par l'armée : plus rien ne  peut en sortir ni y entrer, que ce soient des personnes ou des communications. Seuls des camions autonomes sont autorisés à venir livrer des denrées alimentaires une fois par semaine. Au même moment, le Sujet entame un pèlerinage à l'extérieur de la ville dans laquelle il réside. Les scientifiques présents sur le site ne parviennent à expliquer ni ce pèlerinage, ni la quarantaine dans laquelle le site est placé.
Un pilote d'avion de tourisme s'écrase à Blind Lake. Après une courte période de coma, il donne des informations sur le site de Crossbank : celui-ci a été mis en premier en quarantaine à la suite de l'apparition d'une structure en forme d'étoile de mer, structure qui semble vivante. Une explication possible à cette apparition serait que les ordinateurs quantiques dont les scientifiques ne comprennent pas vraiment le fonctionnement aient accédé à une semi-vie.

## Éditions
- Blind Lake, Tor Books, 2 août 2003, 400 p.  (ISBN 0765302624)
- Blind Lake, Denoël, coll. « Lunes d'encre », 9 novembre 2005, trad. Gilles Goullet, 415 p.  (ISBN 2207255948)
- Blind Lake, Gallimard, coll. « Folio SF » no 349, 3 septembre 2009, trad. Gilles Goullet, 482 p.  (ISBN 2070360695)